# یواس‌اس پری (دی‌دی-۸۴۴)
یواس‌اس پری (دی‌دی-۸۴۴) (به انگلیسی: USS Perry (DD-844)) یک کشتی بود که طول آن ۳۹۰ فوت ۶ اینچ (۱۱۹٫۰۲ متر) بود. این کشتی در سال ۱۹۴۵ ساخته شد.